# Cigonya maguari
La cigonya maguari (Ciconia maguari) és un ocell camallarg de la família dels cicònids (Ciconiidae) que habita en la regió Neotropical, en dues zones diferents, des de l'est de Colòmbia a través de Veneçuela fins al voltant de la desembocadura de l'Amazones, i al sud, des de l'est del Perú, Bolívia, el Paraguai, Uruguai, sud del Brasil i nord de l'Argentina. Fa una llargària de 114-132 cm amb una mitjana de 4,2 kg els mascles i 3,8 kg les femelles. Color general blanc, amb primàries, secundàries i cua negres. Potes i zones de pell a la cara, de color roig. Bec robust.